# 拱子溝
拱子溝，原寫為拱兒溝，是臺灣新竹縣關西鎮的一個傳統地域名稱，位於該鎮北部。相較於今日行政區，其範圍大致為仁安里西大半部。
著名的六福村主題遊樂園位於本地區北部。

## 歷史
台灣清治末期至日治初期，拱子溝地區為一街庄，稱為「拱兒溝庄」，隸屬於竹北二堡。該庄西北與水坑庄為鄰，東北與銅鑼圈庄為鄰，東邊及東南邊為牛欄河庄，西南邊為鹹菜硼街，西邊為店兒崗庄。
1901年（日治明治三十四年）11月，全台廢縣廳改設二十廳，該庄隸屬於新竹廳。1909年（明治四十二年）10月，合併二十廳為十二廳，該庄隸屬不變。1920年（大正九年），廢十二廳改設五州二廳，該庄改制並雅化為「拱子溝」大字，隸屬於新竹州中壢郡關西庄。1941年，關西庄升格為關西街。
戰後關西街改制為關西鎮，隸屬於新竹縣，大字亦改制為里。1950年桃、竹、苗分治，關西鎮隸屬不變。

## 交通
鄉道竹27線是六福村至關西市區的道路，其北側端點位於拱子溝地區北部近縣市界的鄉道竹18線路口。由此向西南經六福村主題遊樂園大門後續行一段路後，轉南南東可前往關西市區並止於縣道118號路口。
鄉道竹18線是水汴頭至六福村的道路，其東側端點位於新竹縣、桃園市邊界處，該點也是鄉道竹27線、桃21線的端點，三者形成三叉路。竹18線係由此向西北不遠即離開本地區，續行可前往大旱坑、老焿寮、水汴頭並止於縣道118號路口。

## 景點
- 六福村主題遊樂園